# Musikwoche Siena
Die Musikwoche Siena (ital. Settimana Musicale Senese) ist ein klassisches Musikfestival, das alljährlich in der norditalienischen Stadt Siena stattfindet – 2014 zum 71. Mal. Gegründet wurde es 1939 vom italienischen Komponisten, Dirigenten und Musikkritiker Alfredo Casella (1883–1947). Der ursprüngliche Zweck war die musikalische Wiederentdeckung von damals vernachlässigten Komponisten, insbesondere von Antonio Vivaldi. Die früheren Termine lagen alle im September, wurden aber um 2000 in den Monat Juli verlegt. Der erste Veranstalter war der Ente Autonomo Settimane Musicali Senesi, seit 1968 ist es die Fondazione Accademica Musicale Chigiana. Künstlerischer Leiter war bis in die 1970er-Jahre Mario Fabbri.

## Thematische Ausrichtung
Die Musikwoche widmet sich überwiegend wenig bekannten Werken der kleinen Orchester- und Kammermusik sowie der Weiterbildung junger Musiker. Stilistisch reicht sie von klassischen über romantische Komponisten und in letzter Zeit – durch Publikumswünsche ausgelöst – auch zur zeitgenössischen und Popmusik.
Anfangs wurden vor allem wiederaufgefundene Werke italienischer Komponisten (Scarlatti, Pergolesi, Galuppi, Caldara, Salieri) oder Opernteile von Rossini, Donizetti und Cherubini aufgeführt. Mit zunehmender Bekanntheit der Musikwoche wurde sie internationaler ausgerichtet. Einige Programme werden durch Viola- oder Flötenkonzerte ergänzt, andere von kurzen Buffo-Opern. Mehrfach brachte die Musikwoche auch Uraufführungen von eher unbekannten Werken oder wiederaufgefundenen Niederschriften. An einem Abend gibt es traditionell ein Theater mit Gesang.
In einzelnen Jahren waren die Musikwochen dem Gedächtnis von Komponisten mit rundem Jahresjubiläum gewidmet, beispielsweise 1968 bei der 25. Musikwoche Rossini und Debussy zum 100. bzw. 50. Todestag.